# Zdeněk Šebek
Zdeněk Šebek (Ústí nad Orlicí, 15 november 1959) is een Tsjechisch boogschutter.
Šebek debuteerde op de Paralympische Zomerspelen in Barcelona (1992), waar hij meedeed aan het discuswerpen en speerwerpen. Ook in 1996 kwam hij uit in deze disciplines. Daarna maakte hij een overstap naar het boogschieten. Hij schiet met een compoundboog in de W1-klasse. Op de Spelen in Sydney (2000) won hij een gouden medaille. Vier jaar later in Athene behoorde hij opnieuw tot de laatste vier, maar werd in de strijd om de bronzen medaille verslagen door de Amerikaan Jeff Fabry. 
Hij doet opnieuw mee aan de Spelen in Peking (2008).

## Palmares
| 2000 Paralympische Zomerspelen (individueel) 2003 WK (individueel) |